# Gränsö kanal
Gränsö kanal is een plaats in de gemeente Västervik in het landschap Småland en de provincie Kalmar län in Zweden. De plaats heeft 53 inwoners (2005) en een oppervlakte van 9 hectare.
Gränsö kanal is ook de naam van een 500 meter lang kanaal in de buurt van de plaats.